# It’s About Time (песня Van Halen)
It’s About Time (с англ. — «Речь Идёт о Времени») — пятьдесят второй в общем и первый с альбома The Best of Both Worlds сингл хард-рок группы Van Halen, выпущенный 24 мая 2004 года на лейбле Warner Bros..

## О сингле
Это первый сингл из трёх новых песен, записанных для компиляции The Best of Both Worlds. Также это первый сингл группы в 21-м веке.
Майкл Энтони не играл на бас-гитаре для этой песни, хотя он обеспечил бэк-вокал для них. В то время Энтони ещё не был официальным участником группы, и песни были записаны ещё до того, как он присоединился к ней. На бас-гитаре в новых песнях играл Эдди Ван Хален.

## Список композиций
| №  | Название          | Длительность |
| -- | ----------------- | ------------ |
| 1. | «It's About Time» | 4:15         |

## Участники записи
- Алекс Ван Хален — ударные, перкуссия
- Эдвард Ван Хален — электрогитара, синтезатор, бэк-вокал, бас-гитара
- Майкл Энтони — бэк-вокал
- Сэмми Хагар — вокал, электрогитара